# Karl Eigenbrodt

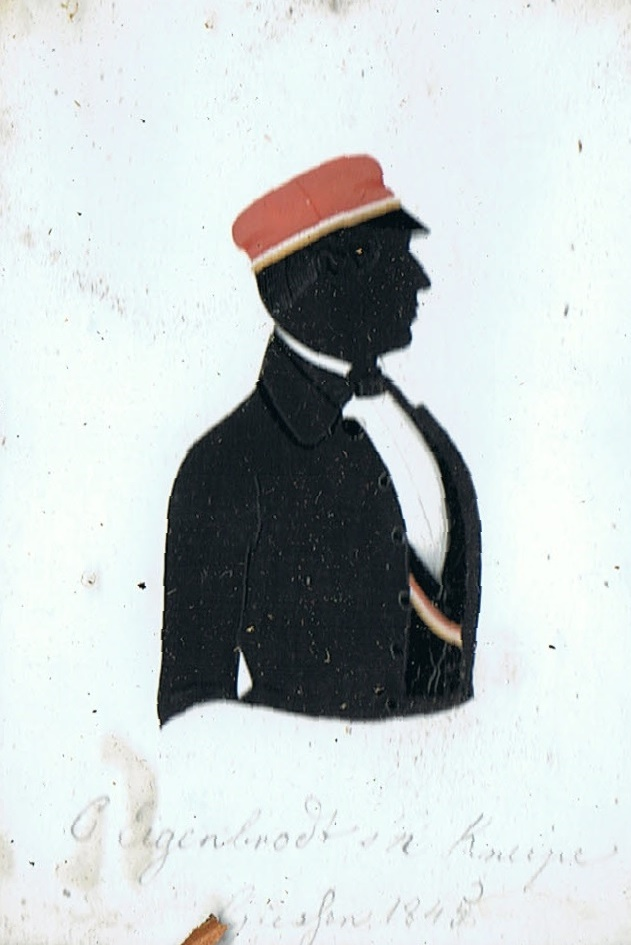
Karl Eigenbrodt

Karl Eigenbrodt (* 7. Februar 1826 in Darmstadt; † 25. Mai 1900 in Darmstadt) war ein Mediziner und Politiker. Er untersuchte Zusammenhänge zwischen Hygiene und Ausbruch infektiöser Krankheiten.

## Leben
Karl Eigenbrodt wurde 1826 als Sohn des hessischen Juristen und Politikers Karl Christian Eigenbrodt (1769–1839) und dessen Ehefrau Louise geborene Bojanus (1789–1880) geboren. Eigenbrodt, der evangelischer Konfession war, heiratete Rosalie Weyland (1834–1900). Zwischen 1860 und 1864 gingen aus der Ehe drei Töchter und ein Sohn hervor.
An der Hessischen Ludwigs-Universität, der Ruprecht-Karls-Universität Heidelberg und der Julius-Maximilians-Universität Würzburg studierte er Medizin. In Gießen wurde er 1844 in der Burschenschaft Allemannia und 1845 im Corps Starkenburgia aktiv. 1847 wurde er Mitglied der Alten Heidelberger Burschenschaft. Mit einer Doktorarbeit bei Theodor von Bischoff promovierte er 1849 in Gießen zum Dr. med. Anschließend war er als praktischer Arzt tätig. Seit 1851 Militärarzt im Lazarett Darmstadt, wurde er 1854 zum Leibgarde-Infanterie-Regiment (1. Großherzoglich Hessisches) Nr. 115 versetzt. Er wurde 1859 zum Oberarzt befördert, jedoch zwei Monate später auf Nachsuchen aus dem Militärdienst verabschiedet. Am 1. Dezember 1877 wurde er Leibarzt von Ludwig IV. (Hessen-Darmstadt).
Von 1862 bis 1866 gehörte er als Abgeordneter der Deutschen Fortschrittspartei dem Landtag des Großherzogtums Hessen für den Wahlbezirk Oberhessen 10/Nidda an. Er von 1862 bis 1865 Hessischer Landtagsabgeordneter und von 1868 bis 1880 Mitglied der Darmstädter Stadtverordnetenversammlung.
In seinen medizinischen Schriften beschäftigte sich Eigenbrodt insbesondere mit Themen der Hygiene und der Ausbreitung von Seuchen. Ein besonderer Kritikpunkt von ihm war die mangelhafte bauliche Ausführung der Kanalisation in vielen Städten, insbesondere in Darmstadt, und ihre missbräuchliche Nutzung zur Entsorgung von Fäkalien.

## Ehrungen
- Großherzoglich Hessischer Ludwigsorden, Ritterkreuz I. Klasse (14. Dezember 1878)[1]
- Geheimer Medizinalrat (1. Januar 1879)[1]
- Geheimrat (26. März 1892)[1]
- Herzoglich Sachsen-Ernestinischer Hausorden, Komturkreuz I. Klasse (1892)[1]
- Sankt-Stanislaus-Orden, Ritter II. Klasse mit dem Stern (1896)[1]
- Verdienstorden Philipps des Großmütigen, Komturkreuz I. Klasse (16. Januar 1899)[1]
- Ehrenmitglied des Vereins Hessischer Ärzte (1899), für seinen Einsatz zur Unabhängigkeit der Ärzte vom Staat[2]
- Ehrenmitglied des Corps Starkenburgia

## Schriften
- Über die Leitungsgesetze im Rückenmark, 1849 (Dissertation)[4]
- Über die Diagnose der partiellen Empfindungslähmung, insbesondere der Tastsinnlähmung (Apselaphesie), Virchows Archiv, XXIII.
- Die apoplectische Destruction der Uterinschleimhaut, 1863.
- Die Städtereinigung, die wichtigste Aufgabe der Sanitätspolizei, 1868.
- Beiträge zur näheren Kenntniss der Typhusepidemie in Friedberg im Sommer 1867, insbesondere in ätiologischer Beziehung, 1869.
- Report of the medical history of the attack of diphtheria in the Grand Ducal family of Hesse, 1879.
- Die Verbreitung des Keuchhustens durch abortive Fälle, Zeitschrift für klinische Medizin, XVII.
- Über den Einfluss der Familiendisposition auf die Verbreitung der Diphtherie, 1893.